# Делемон (футбольный клуб)
«Делемон» (фр. Delémont) — швейцарский футбольный клуб, расположенный в городе Делемон. Клуб был основан в 1909 году и играл в высшем дивизионе Швейцарии в сезонах 2000/01 и 2002/03, однако большую часть своей истории провел в низших лигах.
С 2010 года играет в Челлендж-лиге.

## Известные игроки
- Александр Рычков
- Габор Пёлёшкеи
- Пап Тьяв
- Шандор Шаллаи